# Takashi Kawanishi
Takashi Kawanishi (川西 隆 Kawanishi Takashi?) fue un futbolista japonés que se desempeñaba como centrocampista.
Kawanishi fue elegido para integrar la selección nacional de Japón para los Juegos del Lejano Oriente de 1934. En 1934, Kawanishi jugó 3 veces para la selección de fútbol de Japón.

## Trayectoria

### Clubes
| Club                          | País  | Año  |
| ----------------------------- | ----- | ---- |
| Universidad de Kwansei Gakuin | Japón | ???? |

### Selección nacional
| Selección | País  | Año  |
| --------- | ----- | ---- |
| Absoluta  | Japón | 1934 |

## Estadística de equipo nacional
| Selección de Japón | Selección de Japón | Selección de Japón |
| Año                | Part.              | Goles              |
| ------------------ | ------------------ | ------------------ |
| 1934               | 3                  | 0                  |
| Total              | 3                  | 0                  |